# Pierre Juteau
Pour les articles homonymes, voir Juteau.
Pierre Juteau (1956, Saint-Antoine-des-Laurentides (Saint-Jérôme), Québec, Canada - ) est un peintre canadien autodidacte qui a commencé à peindre en 1990.

## Biographie
S’inspirant de l’impressionnisme et du fauvisme à ses débuts, il développe par la suite un style marqué par l’utilisation de couleurs vives et saturées. Il trouvera dans la pensée de Pierre Teilhard de Chardin et de Jean-Émile Charon les éléments qui le mèneront dans sa démarche artistique à entrer en résonance avec les  grandes théories de la physique moderne, notamment la théorie des cordes.
L’œuvre picturale récente de Pierre Juteau est caractérisée par l'utilisation de fonds texturés complexes apparentés aux espaces mathématiques de Calabi-Yau qui en se mariant à la matière picturale parviennent à engendrer leur propre iconographie. De nouveaux niveaux de lecture se matérialisent et le spectateur est invité à découvrir son propre imaginaire à travers les multiples dimensions du tableau.
Sa peinture exprime une quête incessante concernant l’esprit humain et l’univers. Elle pose également un regard critique sur nos choix de société. En 2008  Pierre Juteau et un proche collaborateur ont lancé avec le projet «open source» Darwin, une recherche destinée à vérifier certaines intuitions du peintre concernant les ramifications scientifiques de sa pensée artistique.

## Quelques expositions
- European outsider art fair, Galerie Broadway NY, Autriche, 2008
- Artexpo international, Montréal, Canada, 2007
- Kuntz forum, Suisse, 2007
- Art Basel, Miami avec Ny art magazine, USA, 2006
- Biennale internationale d'art contemporain de Florence, Italie, 2005
- Exposition solo, Galerie Marie Turgeon, Québec, Canada, 2005
- Exposition Québec, Québec Saint-Malo, Canada, 2004
- Exposition Québec-bois de Coulonge, Galerie du Château Frontenac, Canada, 2004
- Exposition Québec- Manège Militaire, Galerie du château Frontenac, Canada, 2003
- Symposium de Québec-parc du champ de bataille, Galerie l'héritage contemporain Canada, 2002
- Exposition Moulin Marcoux, Pont-rouge, Canada, 2001
- Exposition Québec, Maison Cataraqui-Musée du Québec, Canada, 2000

## Mention
- Académicien associé de l'Académie international d'art, lettres et sciences GRECI-MARINO

## Quelques publications
NY ART Magazine, International ART magazine, Catalogue de la biennale internationale de Florence, Kuntz forum catalog, EOAF Catalog, Dizionario enciclopedico internazionale moderna e contemporaneo, Répertoire Magazin'art, Guide de Roussan, guide d'art de la galerie du Château Frontenac, catalogue Artexpo Montréal. 
Agent international,
Broadway gallery NY, USA